# Palau dels Boïl d'Arenós
El palau dels Boïl d'Arenós, conegut també com la Casa del senyor de Bétera, situat en el carrer dels Llibrers, 2 al barri de la Xerea de Ciutat Vella de València, és un edifici declarat bé d'interès cultural, alçat sobre un solar en cantonada propietat de la família dels Boïl. Segueix la tipologia dels palaus medievals valencians però depurada i revisada pels costums i tradicions posteriors.
Després que l'edifici amenaçara ruïna, fou adquirit per la Generalitat Valenciana, restaurat el 1997 i finalment destinat a allotjar la seu de la Borsa de València, funció que conserva en l'actualitat.

## Descripció
L'edifici tal com s'observa actualment és fruit d'una reedificació plantejada en el segle xviii. La façana mostra la divisió funcional i jerarquitzada de l'immoble, estructurat en semisoterrani, entresòl, planta noble i pis alt. Verticalment té sis buits per cadascuna de les plantes. La façana té un sòcol de pedra, metre que la resta està estucada. Destaquen les balconades de ferro forjat. La portada principal està construïda en pedra i presenta en la part superior l'escut de la família propietària (amb les armes de diversos llinatges valencians units per matrimoni, els Boïl, bou i torres, els Vives, les ones, i els Lladró, barres diagonals).
A través de la portada s'accedeix al pati, estructurador de les estances del palau, és de planta rectangular amb quatre arcs escarsers. A l'esquerra es troba l'escala que porta a la planta principal, al costat contrari s'hi troba la que comunica amb totes les plantes. Al fons del pati i paral·lel a la façana, hi ha una sala rectangular a la qual s'accedeix a través de dos arcs de mig punt de pedra, situats en les galeries que formen el pati. A continuació d'aquesta sala hi hagué un pati que ens els anys quaranta del segle xx fou ocupat per un nou edifici modern de diverses altures. En la part més propera a l'actual carrer del Poeta Querol s'obri una altra portada de mides inferiors que correspon ja a un plantejament edificatori pluriresidencial.
Els materials emprats en la fàbrica de l'edifici combinen la rajola, el tapial i la maçoneria. Els forjats estan fets amb bigues de fusta amb voltes de rajoles.

## Referències

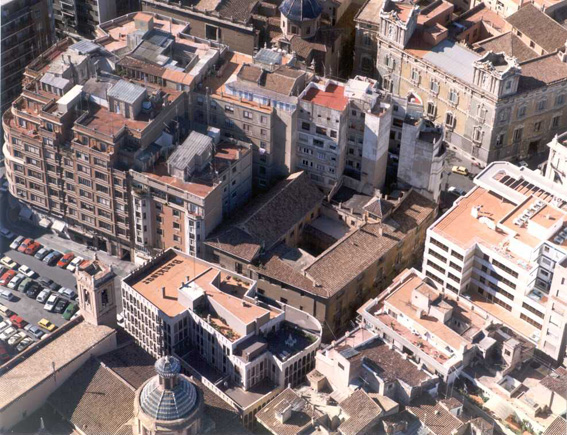
Vista aèria del Palau dels Boïl d'Arenós